# Andrei din Creta
Andrei din Creta (n. c. 650, Damasc - d. 4 iulie 740) a fost arhiepiscop al Cretei, sfânt și primul alcătuitor de canoane.

## Sărbători
- în calendarul ortodox: 4 iulie
- în calendarul romano-catolic: 4 iulie și 17 octombrie (regional)

## Legături externe
- en  Enciclopedia catolică (newadvent.org)
- it  Sfinți și fericiți (santiebeati.it)
- es  Viețile sfinților (corazones.org)
- Sfantul Andrei Criteanul, 28 mai 2012, CrestinOrtodox.ro